# Canya de pescar
La canya de pescar és un aparell que s'usa per a pescar. Originàriament el seu cos era de components naturals, principalment qualsevol mena de bastó llenyós com una branca d'arbre o una canya. En l'actualitat i a causa de nous components d'idèntics comportaments, majorment es fabriquen amb components sintètics, especialment la fibra de carboni.

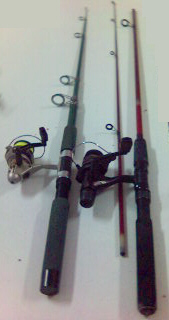
Canyes de pesca.

## Components
Canya
Materials:
- El bambú: va ser el material utilitzat durant segles per a la fabricació de canyes. A causa de les seves grans prestacions i versatilitats, la canya de bambú roman molt apreciada en la pesca amb cua de rata.

- La fibra de vidre: va ser el material amb què es van fer les primeres canyes modernes de pesca. La fibra de vidre és un material fort i flexible que encara avui, és utilitzat en la construcció de canyes per a algunes modalitats de pesca.

- El grafit: gràcies a la seva lleugeresa i gran resistència ha guanyant molt terreny, encara que en els seus principis els pescadors van ser poc inclinats a l'ús d'aquest material per la seva gran conductibilitat, ja que és gran atraient als rajos i a causa de la fabricació de les línies amb materials conductors com la fibra de carboni, el risc d'entrar en contacte amb línies de conducció elèctrica pot generar accidents per descàrregues.

Mànec
El mànec de les canyes de pescar és un element fabricat per diversos materials com el suro o l'escuma de neoprè comprimit per generar comoditat al pescador durant les llargues jornades de pesca. A més és on es munta el rodet mitjançant anelles de subjecció amb rosca per fixar-lo fermament a la canya.
El mànec pot ser de diferents mides i formes que depenen del tipus de pesca per a la qual està destinada cada canya, per exemple: els mànecs de canyes per a la modalitat de pesca en "stand up" són lleugerament més llargs, els de les canyes per troleo en mar són modelats en angle per ser muntats a la borda de les embarcacions, etc.

## Especificacions
La gran majoria de les canyes de pescar tenen impreses a la seva base, diferents especificacions que aclareixen diversos aspectes de cada canya en particular.
L'acció:
L'acció es refereix al tipus de flexibilitat que presenta la canya, havent acció ràpida-poca flexibilitat-, mitjana, lentament molta flexibilitat-. (fast, medium, slow)
La resistència de la línia :
Cada canya està dissenyada per ser usada amb línies en rangs de determinada resistència que, segons la IGFA, poden anar des de les ultra lleugeres en 2 lliures fins a les extres heavy en 130 lliures. (UL, L, M, MH, H, EH).

## Tipus de canyes
Existeixen diversos tipus de canyes de pescar, que s'especifiquen per l'estil o modalitat de pesca que es realitzarà, encara que els components i especificacions són d'índole general. Els tipus de canyes més populars són:
- Canya de spinning: per rodet obert amb spool de línia paral·lel a la canya, es col·loca per sota.
- Canya de Càsting: per rodet obert amb spool de línia perpendicular a la canya, es col·loca per sobre.
- Canya de Spincast: per rodet tancat.
- Canya de mosca: per rodet de línies flotadoras, neutres o submergibles amb hams tipus mosca.
- Canyes tipus perxes: canyes de llargues dimensions per a pescar de la riba estant a l'estil europeu (al coup).
- Canya de Surfcast: canyes de grans dimensions generals per pescar de la vora estant de la platja.
- Canyes de pesca en alta mar (Trolling): canyes poderoses per a pescar de peixos pelàgics.